# Neblinaglansstjärt
Neblinaglansstjärt (Metallura odomae) är en fågel i familjen kolibrier.

## Utbredning och systematik
Fågelns utbredningsområde är i Anderna i södra Ecuador (Loja) och norra Peru (Piura och Cajamarca). Den behandlas som monotypisk, det vill säga att den inte delas in i några underarter.

## Status
IUCN kategoriserar arten som livskraftig.